# Subfusil M49
El M49 es un subfusil yugoslavo que emplea el cartucho 7,62 x 25 Tokarev, diseñado para el Ejército Popular Yugoslavo. Aunque externamente se parece al PPSh-41 y puede emplear sus cargadores, el M49 es muy diferente en construcción y diseño. Más parecido al subfusil italiano Beretta Modelo 38, el M49 tiene un cajón de mecanismos de una pieza tubular que contiene el cerrojo, el muelle recuperador y el mecanismo reductor de cadencia. Construido con piezas torneadas y tubos, el cajón de mecanismos incorpora una funda ventilada en el cañón para proteger de quemaduras al tirador cuando dispara en modo automático, así como un sencillo freno de boca para controlar el arma.  
El M49 es un arma de fuego selectivo, con el selector situado delante del gatillo y protegido por el guardamonte. El seguro es del tipo botón, situado en el lado de la culata, delante del selector. Al contrario del posterior M56, el M49 tiene una culata de madera maciza, similar a la del fusil Zastava M48 que también era empleado en aquel entonces. El M49 se desarma al desenroscar la tapa posterior del cajón de mecanismos, permitiendo la extracción de todas las piezas internas a través de la abertura. El M49 y su posterior variante M49/56 apenas se diferencian en detalles menores.